# Gymnetis carbo
Gymnetis carbo är en skalbaggsart som beskrevs av Paul Norbert Schürhoff 1937. Gymnetis carbo ingår i släktet Gymnetis och familjen Cetoniidae. Inga underarter finns listade i Catalogue of Life.